# 혹스족제비여우원숭이
혹스족제비여우원숭이(Lepilemur tymerlachsoni)는 족제비여우원숭이과에 속하는 여우원숭이의 일종이다. 원 서식지는 마다가스카르이다. 적당히 큰 족제비여우원숭이로, 22–27 cm 길이의 꼬리를 포함하여 전체 몸 길이는 약 50-68cm이다.